# Revezamento misto da marcha atlética
Revezamento misto da marcha atlética é uma nova modalidade da marcha atlética  introduzida nos Jogos Olímpicos de Paris 2024, disputada na distância de uma maratona (42,195 km). A nova modalidade foi criada para substituir a marcha de 50 km nos Jogos Olímpicos  e a marcha de 35 km no Campeonato Mundial de Marcha Atlética por Equipes.
As equipes compostas por um homem e uma mulher devem marchar a lendária distância da maratona em turnos, cobrindo em cada etapa uma distância de pouco mais de dez quilômetros, no formato H-M-H-M, num total de uma meia-maratona de distância para cada um. As distâncias exatas são, em ordem, H-11,45 km; M-10 km; H-10 km; M-10,745 km. Ela é disputada no mesmo percurso das marchas atléticas tradicionais masculinas e femininas e a distância total de uma maratona foi escolhida por sua popularidade no atletismo e sua lendária ligação com os Jogos Olímpicos. Num total máximo de 25 equipes, a primeira largada olímpica ocorreu no dia 7 de agosto de 2024 durante os Jogos de Paris 2024.
A dupla espanhola formada por María Pérez e Álvaro Martin, bicampeões mundiais da marcha atlética de 20 km e de 35 km no Campeonato Mundial de Atletismo de 2023 em Budapeste, foi a primeira campeã olímpica da prova.

## História
Idealizada pela World Athletics e pelo Comitê Olímpico Internacional como uma maneira de introduzir uma prova mista de rua, como o recém-criado revezamento 4x400 m misto em pista e em substituição à desgastante marcha de 50 km, disputada apenas por homens em Jogos, a primeira prova foi organizada em Antalya na Turquia, em abril de 2024, e a dupla campeã a completou em 2:56:45, a primeira melhor marca oficial da modalidade.